# Robert Prescott Stewart
Robert Prescott Stewart (ur. 16 grudnia 1825 w Dublinie, zm. 24 marca 1894 tamże) – irlandzki kompozytor, organista, dyrygent i pedagog.

## Życiorys
Muzyczną edukacją rozpoczął w szkole katedralnej należącej do Katedry Kościoła Chrystusowego w Dublinie. Początkowo był tam chórzystą, a od 1844 pełnił funkcję organisty. W tym samym roku został organistą również w Trinity College w Dublinie. Od 1846 był dyrygentem w Dublin University Choral Society  .
22 lutego 1851, na wniosek University Choral Society, zarząd Trinity College w Dublinie postanowił nadać Stewartowi równocześnie dwa muzyczne stopnie: bakałarza i doktora (MusB i MusD) . W następnym roku został organistą w Katedrze św. Patryka w Dublinie  . W latach 1862–1894 był profesorem muzyki na University of Dublin. W 1872 objął profesurę również w Royal Irish Academy of Music .
Wśród wybitnych studentów Stewarta byli m.in.: Annie Curwen, Patrick Delany, W.H. Grattan Flood, Margaret O'Hea, Edith Oldham, Annie Patterson, George Robertson Sinclair, Charles Villiers Stanford i pisarz John Millington Synge.
W 1872 otrzymał propozycję reprezentowania Irlandii podczas amerykańskiego World's Peace Jubilee and International Musical Festival w Bostonie. Odmówił osobistego w nim udziału, w zamian skomponował fantazję chóralną. W 1873 został desygnowany na dyrygenta Dublin Philharmonic Society, a w 1877 dyrygenta Belfast Harmonic Society  .
27 lutego 1872 w sali tronowej Zamku Dublińskiego otrzymał z rąk hrabiego Spencera Odznakę Rycerza Kawalera, tym samym przyznano mu dożywotni tytuł honorowy Sir .
Był dwukrotnie żonaty: z Marry Anne z d. Browne, a po jej śmierci z Marie z d. Wheeler . Zmarł w swoim domu w Dublinie w Wielką Sobotę 1894. Został pochowany na miejscowym Mount Jerome Cemetery. W grudniu 1896 w Katedrze Kościoła Chrystusowego umieszczono tablicę pamiątkową poświęconą Stewartowi. Dwa lata później, 8 marca 1898 hrabia Cadogan uroczyście odsłonił pomnik Stewarta przy Leinster Lawn w Dublinie.

## Twórczość
Stewart komponował głównie muzykę kościelną (w tym liturgiczna) oraz utwory orkiestralne, chóralne i instrumentalne. Napisał m.in. Ode to Industry z okazji Cork Exhibition (1852), Ode to Shakespeare na Birmingham Festival (1870) i Ode na Tercentenary Festival of Trinity College (1892). Spośród opublikowanych utworów pewną popularnością cieszyły się jego hymny, pieśni i kantaty, zwłaszcza A Winter's Night Awake (1858). W 1876 zredagował i wydał drukiem irlandzki Church Hymnal  .